# O’Fallon (Illinois)
O’Fallon ist eine Stadt im St. Clair County im Westen des US-amerikanischen Bundesstaates Illinois.
Sie liegt im Metro-East genannten östlichen Teil der Metropolregion Greater St. Louis um die rund 32 km westlich gelegene Stadt St. Louis im benachbarten Missouri. Das U.S. Census Bureau hat bei der Volkszählung 2020 eine Einwohnerzahl von 32.289 ermittelt.

## Geschichte
Der Ort entstand 1854 mit dem Bau eines Bahnhofes der Baltimore and Ohio Railroad. Benannt wurde der Ort nach den wohlhabenden Colonel John O’Fallon aus St. Louis. Am 18. Mai 1854 wurden die ersten Bauplätze bei einer Auktion versteigert. Im nächsten Jahr errichtete man ein Postgebäude und warb deutsche Siedler zum bewirtschaften des umliegenden Farmlandes. Am 27. Januar 1874 erhielt der Ort den Status eines village. Infolge einer Abstimmung am 14. März 1905 wurde O’Fallon zur city. Die Bevölkerung des Ortes wuchs ständig, bis auf 1930, als ein Rückgang von 23 Menschen festgestellt wurde.
Seit den 1980er Jahren beschleunigte sich das Wachstum des Ortes. Durch den Bau der Interstate 64 wurde O’Fallon eine wichtige Wohn- und Geschäftsvorstadt im Ballungsraum St. Louis.

## Persönlichkeiten
Aus O’Fallon stammte der Filmschauspieler William Holden (1918–1981). Auch Joseph William Schmitt (1916–2017), Raumanzugtechniker für das bemannte Raumfahrtprogramm der NASA, wurde hier geboren.